# 新書
新書（しんしょ）とは、新書判（173×105mm、およびそれに近い判型）の叢書・本である。

## 概要
Cコードの発行形態区分は2。
叢書名としては、「新書」以外に「ブックス」「ノベルズ（ノベルス）」などがよく使われる。
叢書としての新書以外にも、最近刊行された「新しい本」、あるいは稀に古書に対しての「新刊書」という意味で使われることもある。
新書は、主にノンフィクションを扱う「新書」「ブックス」と、主にフィクションを扱う「ノベルズ」の2つに分けられる。本項では前者について解説する。
漫画文庫が「文庫」の範疇に含まれるのに対し、新書判コミックスは通常、「新書」の範疇に含まれない。

## 歴史
新書の歴史は、岩波書店が1938年に創刊した岩波新書に始まる。ドゥガルド・クリスティーの『奉天三十年』上下巻（訳者は矢内原忠雄）が通し番号の1番・2番となったほか全20点で創刊した。
1938年当時、文庫はまだ判型が定まらず、小型の叢書という程度の意味であり、現在の新書に近い判型のものも含んでいた。そんな中、すでに岩波文庫を発行していた岩波書店が、判型・内容ともに岩波文庫とは違うものとして創刊したのが岩波新書である。古典を収録する岩波文庫に対し、岩波新書は書下ろしを中心として、「現代人の現代的教養を目的」（巻末「岩波新書を刊行するに際して」岩波茂雄）とした。現代的教養とあるように、時代のトレンドを色濃く反映した。創刊当時は太平洋戦争開戦の約3年前という時代であり、満州占領を受けた支那分析や、戦争における気象の影響など、帝国主義的な内容の物も数多く発売された。また、当時の記法の主流であった右書きの横文字や旧字体も当たり前のように用いられていた。
岩波新書の創刊に関わったのは同社の編集者だった吉野源三郎である。その際参考にされたのは、前年の1937年にイギリスで創刊されていたペリカン・ブックス（Pelican Books）で、当時の判型は174×108mmである。これに対し岩波新書は172×112mmであった。
1929年に決定された日本標準規格に基づく用紙規格規則が1940年11月7日に告示され、翌1941年1月1日付で施行されている。これにより、書籍の判型は、A4、A5、A6、B5、B6に限られたため、文庫の判型は翌年にかけてA6判に切り替わってゆく。この時、新書判に近い三六判の世界文庫もA6判になっている。
新書の判型は、B40取と説明されることが多い。B判40取りということで、B6判が1枚の紙を4×8の32枚に裁断するのに対し、4×10の40枚に裁断するということである。だから、縦の長さはB6判と同じであり、182×103mmとなる（ただし、JISの仕上げ寸法にはない判型なので、正式にサイズが決まっているのかは分からない）。しかし、岩波新書などの標準的な新書の判型は173×105mmであり、若干の違いがある。
岩波新書の新刊発行点数は1938年が23点であり、翌年から順に31点、24点、6点、11点、1点、2点となり、終戦の1945年には1点も発行されていない。翌1946年には3点が発行されるが、1947年・1948年には発行がなく、1949年に青版として再出発することになる。『岩波新書の50年』によれば、「判型も赤版時代の改正規格B40どりをそのまま継承した」となっているが、判型が、現在の173×105mmに変更されたのは、この頃ではないかと思われる。ちなみに、戦後に発行された最後の赤版三冊は、何故かB6判で発行されている。デザインは、それまでのものを横に引き伸ばした形である。
岩波新書の後を追ったのは、翌1939年刊行開始のラヂオ新書（日本放送出版協会）であった。
第二次世界大戦後、角川新書（1950年）や白水社のクセジュなどの創刊が続いた。なかでも1954年から翌1955年にかけて多くの新書が出版され、第一次新書ブームが訪れた。
ただ、当時のきっかけは1954年2月に発行された新書判の単行本、伊藤整『女性に関する十二章』（中央公論社）である。当時チャタレイ裁判の被告として時の人であった著者の新作は、ベストセラーとなった。他社からも新書判の単行本が各種出され、新書レーベルの前に「新書判という判型」がブームとなっている。
そして決定打となったのは、同年10月に光文社から創刊されたカッパ・ブックスであり、翌年にかけて多くの新書レーベルが創刊された。『岩波新書の50年』によれば、「当時、軽装判・新書判のシリーズは、九三種類あるといわれた」とある。『出版年鑑』1956年版には、新書名93種が挙がっている。この中には、B6小判など、新書判以外のものも含まれているが、新書判の「文庫」は別にあげてあるので、新書の範囲を広くとれば、100種以上があったことになる。
なお、戦後初期創刊の新書としては、角川書店の飛鳥新書（1946年）、河出書房の河出新書（1948年）、岩波書店の岩波新書 青版（1949年）、角川書店の角川新書、誠文堂新光社のアメージング・ストーリーズ（以上、1950年）、白水社の文庫クセジュ、四季社の四季新書、東京大学出版会の東大新書（以上、1951年）、朝日新聞社のアサヒ相談室（1952年）、朝日新聞社の朝日文化手帖、三笠書房の三笠新書、早川書房のハヤカワ・ポケット・ミステリ（以上、1953年）がある。
その後1962年に中公新書、64年に講談社現代新書という教養新書が創刊され、のちに岩波新書と併せて「新書御三家」と称されるレーベルが出揃った。中央公論社では創刊準備にあたって、岩波新書は学術的・論壇的志向で観念的、カッパ・ブックスが実用性の重視であると分析した。それに対して「事実の重視」と「読みやすさの重視」を自社の方針と定めるに至る。さらに後発となった講談社では、独自性として「新制中学卒でも十分わかる」、「初発の疑問に答える新書」という方針を打ち出した。その際に教育学者村井実から受けた助言、すなわち同社が戦前から庶民の支持を集めてきた歴史を活かすという視点が役立ったとされる。

### 雑誌化する新書
- 2000年代後半より、新書の雑誌化が指摘されるようになる。
  - 2007年3月の新潮新書「今月の編集長便り」は「「雑誌化」って何？」と題したもので、最近の新書は雑誌化してしまって駄目だという言葉をよく聞くが、そこには雑誌を一段低く見る無意識の蔑視が透けて見えるとしている[10]。
  - NPO法人連想出版が運営するWEBマガジン「［KAZE］風」は、2010年年末に「雑誌的新書はもういらない？　堅調な「歴史本」「池上本」―2010年新書事情を振り返る」と題して菊地武顕、田嶌徳弘、川井龍介の座談会を公開しており、川井は「月刊誌と変わらないという印象を受ける新書はたくさんあります。」「ビジネスノウハウ本や健康ノウハウ本の多くは、雑誌で読めば充分という内容のものをせっせと水増しして新書に仕立て上げている感じがします。」と発言している。菊地も「売るために、各編集部は相当努力していると思います。でも皮肉なことに、その努力が、教養新書というもののブランド価値を下げている。タイトルの付け方が、本の名というよりも雑誌の特集の見出しといった感じになってしまった。今や、サブタイトルなしの本が珍しいくらいでしょう。2本のタイトルが並ぶなんて、まさに雑誌的ですよ。」としている。しかし一方で、川井は「単行本で読むべき内容の新書も数多く出ています。」とも述べており、それを受けた田嶌は「新潮新書などは「新書」というスタイルに合わせて原稿を書かせているように感じます。ちゃんと、どの本も同じくらいの厚さです。それに対して平凡社や文春は、単行本的な企画を新書で出している。厚さがまちまちで、新書としての統一感がない。今の流れとしては、後者の方が多い気がします。ますます、一般の本との境がなくなってきています。」としている[11]。
  - 2013年4月には『BRUTUS』の元編集長で編集者の斎藤和弘が『THE FASHION POST』によるインタビューで、「いまの雑誌はストーリーを紡いでいるでしょうか？」という質問に対して、「最近、というかもともと雑誌は見ないのですが、いまってね、何かこれはとぶち当たることがない。クリエイションは不在の時代だし、あるいは不在にするしかないのかもしれないし。わからないです。不思議ないい方をしますが、紙の媒体でいくと、いまは雑誌より新書のほうが圧倒的に雑誌っぽい。なぜかというと、そこにストーリーと驚きがあるからです。新書は200ページくらいある中で、どういう物語を紡ぐかというのが確実にある。そこでヴィジュアル的なものは成立しませんが、考え方としては雑誌と似ているなと思います。1冊1冊がまさに雑誌の特集ですよね、そしてそのジャンルがやけに広い。文字だけで成立しているから、あらゆるところが可能になっている。いまは1ヵ月に10冊近くの新書を出す出版社がたくさんあるので、毎月200〜300冊くらいは出ているのではないでしょうか」と答えている[12]。
  - 2017年6月に刊行された『現代ニッポン論壇事情：社会批評の30年史』でも栗原裕一郎が「新書の新刊が月に150冊前後あるという状況が20年弱続いています」[13]と述べ、新書が「雑誌の代わり」みたいになっているという指摘がある。
  - 『教養主義のリハビリテーション』（筑摩選書、2018年5月）における大澤聡と鷲田清一との対談でも、昔の新書は骨があって読み通すのに苦労したとしつつ、対談によって一冊の新書を作る方法を例として挙げながら今の新書は雑誌的であるとしている。